# Flomaton
Flomaton – miasto w Stanach Zjednoczonych, w stanie Alabama, w hrabstwie Escambia. W roku 2023 miasto zamieszkiwały 1452 osoby, a gęstość zaludnienia wynosiła 105,2 osoby/km².